# Unpregnant
Unpregnant ist ein US-amerikanischer Jugendfilm und Roadmovie aus dem Jahr 2020. Der Film basiert auf dem gleichnamigen Roman von Ted Caplan und Jenni Hendriks. Er wurde am 10. September 2020 auf HBO Max veröffentlicht.

## Handlung
Die 17-jährige Veronica Clarke macht in der Schule einen Schwangerschaftstest und wird von ihrer ehemaligen besten Freundin Bailey Butler unterbrochen, die sieht, dass der Test positiv ist. Anfangs, ohne zu wissen, wem er gehört, bietet Bailey an, zu einer Klinik zu fahren, wo sie eine Abtreibung vornehmen lassen kann, wenn sie eine braucht. Dann geht sie davon aus, dass Veronica das Baby behalten will, und entsorgt den Test.
Veronica beschließt, eine Abtreibung vornehmen zu lassen, und stellt dann fest, dass dies in Missouri ohne Zustimmung der Eltern verboten ist. Sie macht schnell einen Plan, um nach Albuquerque, New Mexico, zu gelangen, wo Kliniken Abtreibungen ohne Einbeziehung der Eltern durchführen, aber es fehlt ihr das Geld, um den ganzen Weg zu schaffen. Als sie sich mit ihrem Freund Kevin trifft, ist sie schockiert, als er auf die Schwangerschaftsnachrichten mit einem Antrag reagiert. Er gesteht auch, dass er bemerkt hat, dass das Kondom geplatzt ist. Veronica tut so, als würde sie den Vorschlag in Betracht ziehen, und nimmt den Ring mit. Sie geht dann zu Bailey, die sich bereit erklärt, sie nach Albuquerque zu fahren.
Bei ihrem ersten Halt versucht Veronica, ihren Verlobungsring zu verpfänden, und wird von Kevin gestoppt, der sie verfolgt. Als die Pfandleiherin erfährt, dass Veronica das Geld für eine Abtreibung braucht, willigt sie ein, ihren Ring zu kaufen. Veronica und Bailey reisen nach Texas, obwohl sie sich um ihre frühere Freundschaft streiten, was Bailey nicht erkennt, weil sich Baileys Vater für sie als Kind schämte.
Beim Zwischenstopp in einem Diner ist Bailey bei der Ankunft der örtlichen Sheriffs erschreckt. Sie verrät, dass das Auto, das sie fahren, dem Freund ihrer Mutter gehört. Die Mädchen flüchten. Später nimmt Jarrod sie mit und stellt sie Matthews vor, einem Rennfahrer, der anbietet, sie an der nächsten Bushaltestelle abzusetzen. Es stellt sich heraus, dass es sich um eine Frau handelt, die Bailey attraktiv findet. Bailey outet sich dann als lesbisch und hat später ihren ersten Kuss mit Matthews. Bevor Matthews sie zum Busbahnhof fahren kann, bietet ein junges Paar, das zufällig nach Albuquerque fahren möchte, an, sie den ganzen Weg dorthin zu fahren.
Bailey und Veronica wachen morgens beim Haus des Paares auf, wo sie feststellen, dass das Paar in Wirklichkeit radikale Pro-Life-Anhänger und radikale religiöse Fundamentalisten sind, die versuchen, Veronica von der Abtreibung abzuhalten. Es gelingt ihnen, dem Paar zu entkommen, indem sie ihren GMC Yukon stehlen und ihren eigenen Tod vortäuschen.
Als sie am nächsten Busbahnhof ankommen, stellen sie fest, dass dort keine Busse abfahren, daneben ist jedoch eine Werkstatt, die von dem regierungsfeindlichen Überlebenskünstler Bob betrieben wird. Als er hört, dass Veronica eine Abtreibung braucht, willigt er ein, sie in einer alten Limousine zur Klinik zu fahren. Während der Fahrt rufen Veronicas Freunde sie an, um zu sagen, dass der Schwangerschaftstest angeblich Bailey gehöre. Um sich selbst zu schützen, stimmt Veronica zu, dass Bailey die wahrscheinlichste Verdächtige ist. Bailey hört das Telefonat mit an, was einen Streit zwischen ihnen und die Auflösung ihrer Freundschaft auslöst. Bailey verschwindet, während Veronica mit der Limousine weiterfährt. Als Veronica erkennt, dass Bailey ihren Vater besuchen will, verschiebt sie ihren Termin in der Klinik und folgt Bailey. Als Veronica in einem Blumenladen ankommt, in dem Baileys Vater arbeitet, wird sie Zeugin von Baileys unangenehmem Wiedersehen mit ihrem Vater, hilft Bailey und sie versöhnen sich wieder.
In der Klinik überrascht Kevin sie erneut und droht, allen von der Abtreibung zu erzählen, es sei denn, Veronica bleibt bei ihm, aber sie sagt ihm, er solle es tun. Nach der Abtreibung stellen sie fest, dass sie kein Bargeld mehr haben, und rufen ihre Mütter an, die ihnen Flugtickets nach Hause besorgen. Zu Hause gibt Veronicas Mutter zu, von ihrer Entscheidung verwirrt zu sein, bekräftigt jedoch ihre Liebe zu ihrer Tochter.
In der Schule erfährt Veronica am nächsten Tag, dass Kevin ihren Freunden ihre Abtreibung nie verraten hat, aber sie beschließt es ihnen trotzdem zu erzählen. Sie beschließt auch, ihre Freundschaft mit Bailey fortzusetzen, und setzt sich zum Mittagessen zu ihr.
Einige Zeit später unternehmen die beiden einen weiteren Roadtrip nach Roswell.

## Produktion
Im Juni 2019 wurde bekannt gegeben, dass HBO Max den Film vertreiben würde, wobei Rachel Lee Goldenberg nach einem Drehbuch von Ted Caplan und Jenni Hendriks nach ihrem gleichnamigen Roman Regie führen würde. Greg Berlanti wurde als Produzent genannt. Im September und Oktober 2019 fanden die Castings statt.
Die Dreharbeiten begannen im Oktober 2019. Der Film wurde am 10. September 2020 auf HBO Max veröffentlicht.